# 海蔵寺 (小田原市)
海蔵寺（かいぞうじ）は、神奈川県小田原市にある曹洞宗の寺院。

## 歴史
嘉吉元年（1441年）に大森氏頼の叔父にあたる安叟宗楞による開山とされ、開基は大森氏頼と伝わる。安叟宗楞は他に同市の総世寺や静岡県熱海市の保善院を開山している。
大森氏以後は後北条氏からも庇護を受けた。永禄11年（1568年）7月5日、後北条氏は海蔵寺の僧が使僧として上洛した際の路賃として千疋を与えている。また同9日、海蔵寺の僧が小田原から甲斐国へ至る道中の駄賃を免除している。
元亀元年（1570年）4月、北条氏康は海蔵寺に禁制を出し、その責任者に富士常陸守を任じている。
1590年（天正18年）の豊臣秀吉による小田原攻めの際、堀秀政が当寺に陣を構えていた。しかし秀政は病に倒れ、陣中にて没している。境内にはその秀政の墓がある。

## 交通アクセス
- 早川駅より徒歩5分。